# Toyota 2000GT
Toyota 2000GT – dwumiejscowy sportowy samochód osobowy produkowany przez japońską firmę Toyota w latach 1967–1970. Samochód zaprezentowano jesienią 1965 roku podczas salonu samochodowego w Tokio. Dostępny jako 2-drzwiowe coupé. Do napędu użyto benzynowego silnika R6 o pojemności dwóch litrów zasilanego przez trzy gaźniki. Generował on moc maksymalną 152 KM (112 kW) przy 6600 obr./min oraz moment obrotowy równy 175 Nm przy 5000 obr./min. Napęd przenoszony był na oś tylną za pośrednictwem 5-biegowej manualnej bądź 3-biegowej automatycznej skrzyni biegów. Prędkość maksymalna samochodu wynosiła 220 km/h, zaś przyspieszenie 0-100 km/h zajmowało 8,4 s. Powstało 351 egzemplarzy modelu. Samochód kosztował około 6800 dolarów USA, znacznie więcej niż porównywane modele Jaguara czy Porsche. W lipcu 2020 Toyota wznowiła produkcję i sprzedaż części do tego modelu.

## Dane techniczne

### Silnik
- R6 2,0 l (1988 cm³)[1], 2 zawory na cylinder, DOHC
- Układ zasilania: trzy gaźniki
- Średnica cylindra × skok tłoka: 75,00 mm × 75,00 mm
- Stopień sprężania: 8,4:1
- Moc maksymalna: 150 KM (110 kW)[1]  przy 6600 obr./min
- Maksymalny moment obrotowy: 175 N•m przy 5000 obr./min

### Osiągi
- Przyspieszenie 0-100 km/h: 8,4 s
- Czas przejazdu pierwszych 400 m: 15,9 s
- Prędkość maksymalna: 220 km/h

## Egzemplarze specjalne
W 1967 roku na potrzeby filmu „Żyje się tylko dwa razy” powstały dwa auta całkowicie pozbawione dachu.

## Galeria

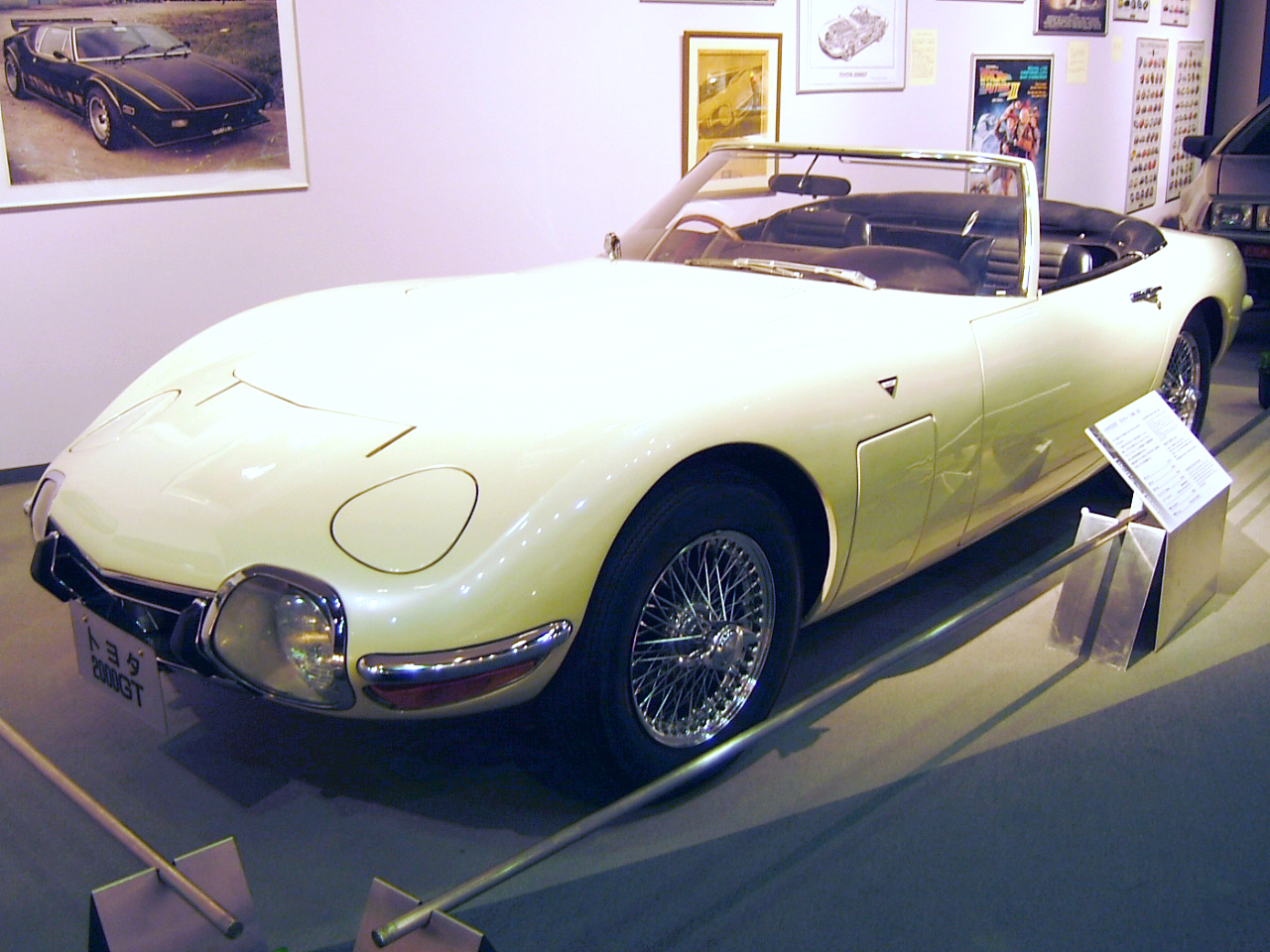
Przód nadwozia
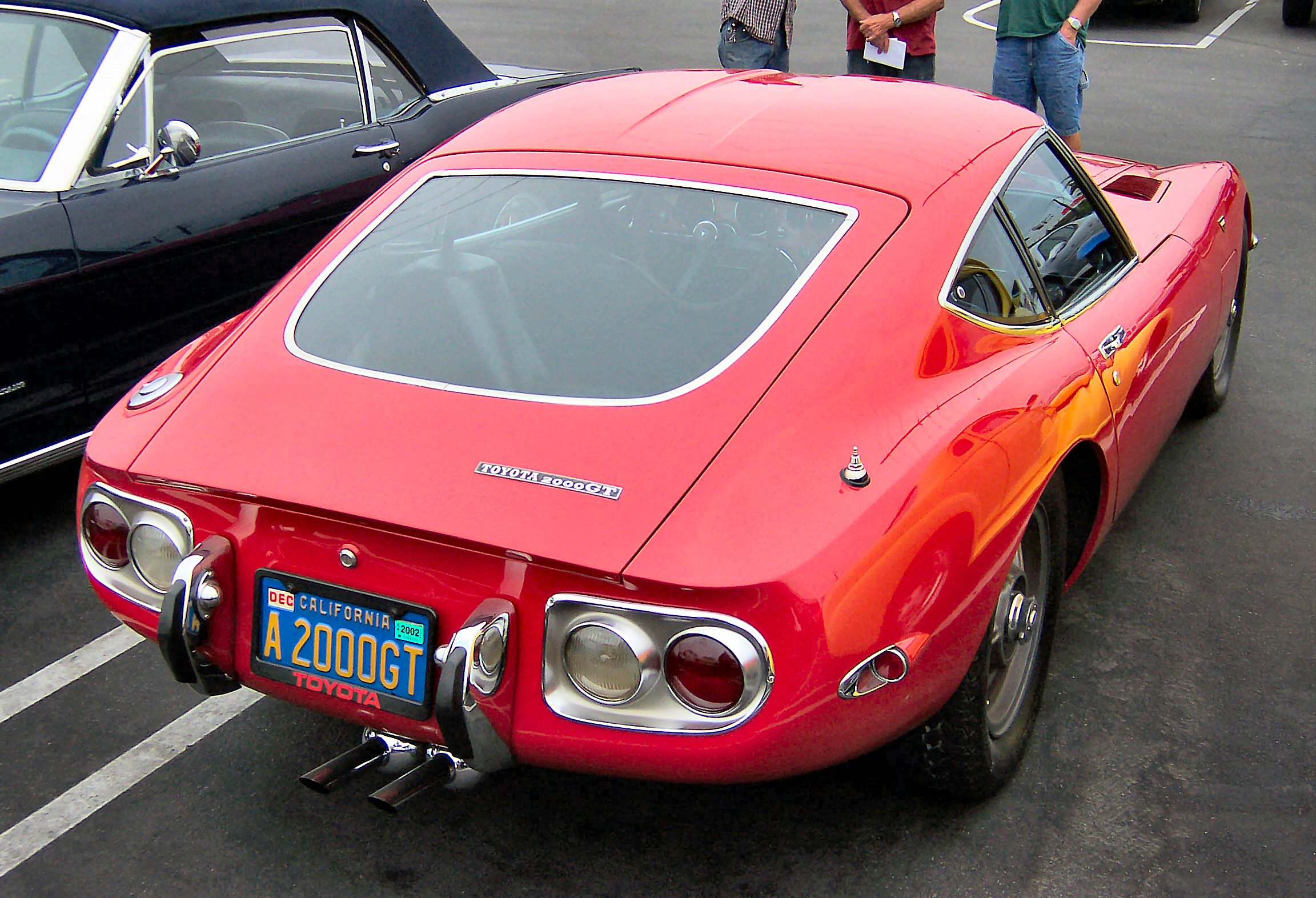
Tył nadwozia
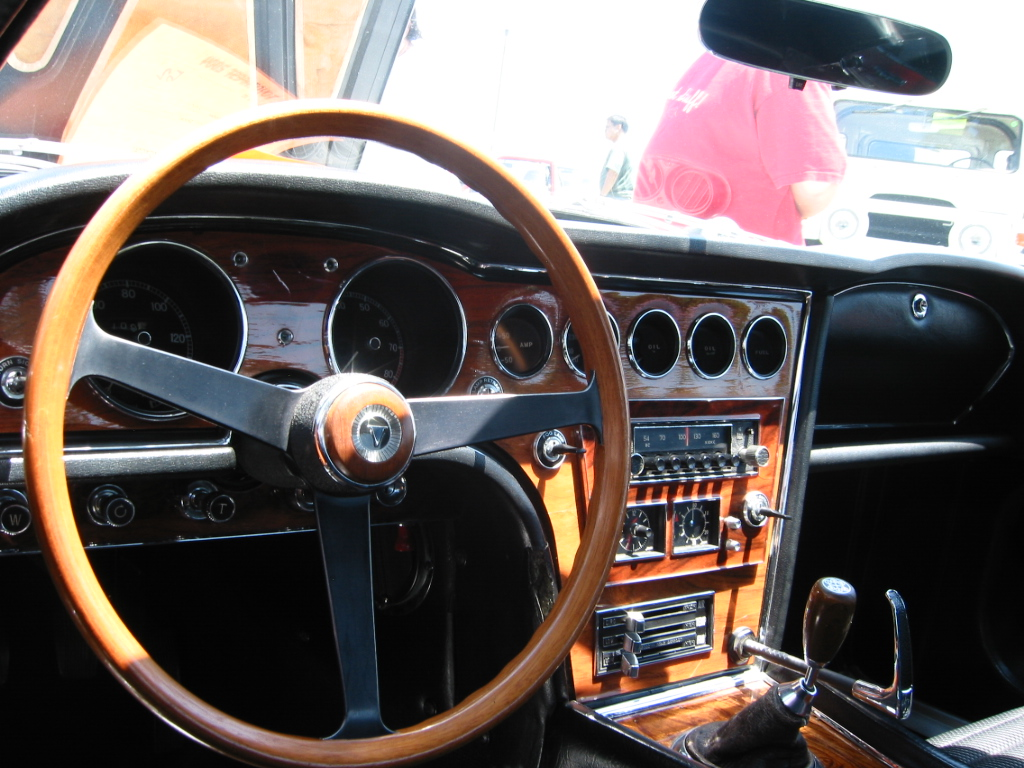
Deska rozdzielcza
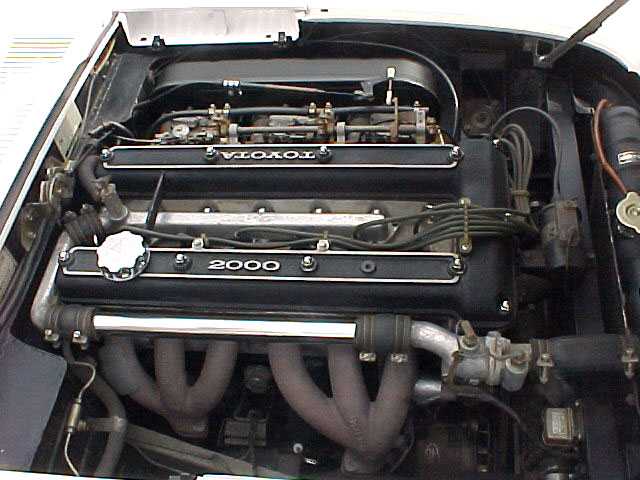
Silnik R6 2.0 DOHC